# メイトランド (ニューサウスウェールズ州)
メイトランド（Maitland）は、オーストラリアのニューサウスウェールズ州にある都市。人口は7万8015人（2016年）。ニューカッスルから30km内陸に入った所にあり、統計上はニューカッスル都市圏に含まれる。
ハンター川に面しており、歴史的には内陸部の農作物の積み出し港として発展した。しかし、ハンター川は「暴れ川」であり、度々水害を起こしてきた。近年では2015年に洪水被害があった。

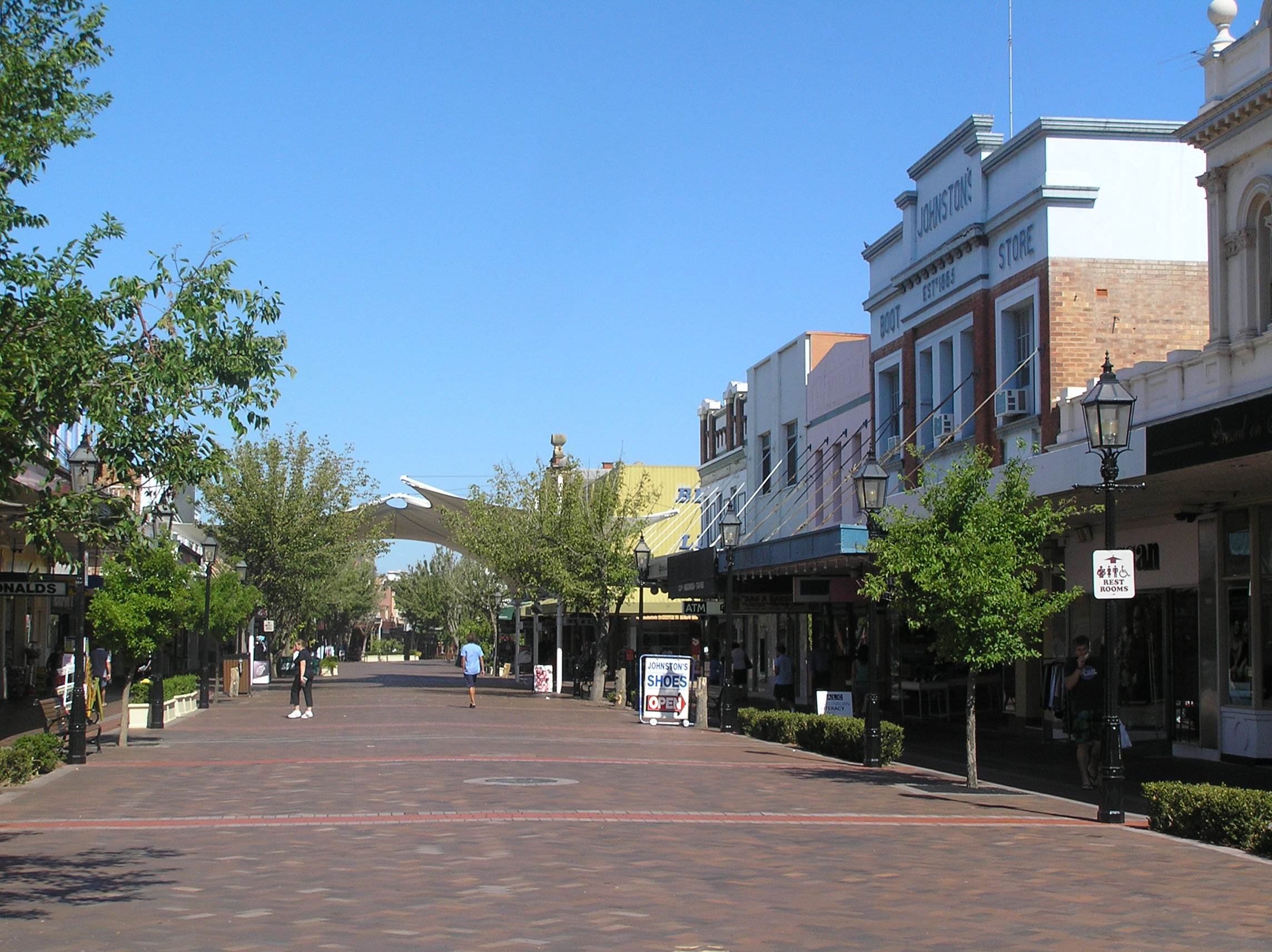
街並み